# Duben 2009
1. dubna
 Albánie a Chorvatsko se staly novými členy NATO, které tak tvoří 28 států.
 Nabyl účinnosti zákon č. 52/2009 Sb., známý též jako „náhubkový zákon“, který zásadním způsobem omezuje svobodu slova a svobodu tisku.
4. dubna
 Staronovým prezidentem Slovenska byl zvolen Ivan Gašparovič, když ve druhém kole voleb porazil Ivetu Radičovou, poté co získal přes 55 % hlasů. Druhé pětileté funkční období zahájí 15. června.
  NATO na summitu ve Štrasburku oslavíla 60. výročí vzniku a dosáhla konsensu, že se novým generálním tajemníkem stane dánský premiér Anders Fogh Rasmussen.
 Popraskal ledový most, který podle vědců drží na místě Wilkinsův ledový šelf v západní Antarktidě.
5. dubna
 Po jednání zástupců čtyř demokratických stran zastoupených ve sněmovně došlo ke shodě na jménu nového českého předsedy vlády. Navržen bude současný předseda ČSÚ Jan Fischer. Jeho překlenovací vláda z řad odborníků bude mít za cíl dovést zemi k předčasným parlamentním volbám.
Prezident USA Barack Obama v rámci své dvoudenní návštěvy ČR přednesl na Pražském hradě projev, ve kterém mj. vyzval k zastavení jaderného zbrojení.
 Vládnoucí komunistická strana v Moldavsku v čele s prezidentem Vladimirem Voroninem vyhrála parlamentní volby, když získala 49,9% hlasů voličů.
 KLDR v 11:20 místního času (4:20 SELČ) odpálila raketu Unha-2, která měla vynést na oběžnou dráhu experimentální družici Kwangmyŏngsŏng-2. Podle KLDR byl start úspěšný, ale raketa i s nákladem skončila v Tichém oceánu. Japonsko, Jižní Korea a USA start považují za provokaci a test vojenské rakety dlouhého doletu Taepodong-2.
6. dubna
 V Itálii došlo krátce po půl čtvrté v noci k silnému zemětřesení, které zabilo minimálně 229 lidí. Mezi mrtvými jsou také dva čeští studenti z Pardubic.
7. dubna
 Bývalý peruánský prezident Alberto Fujimori byl odsouzen k 25 letům vězení, když ho soud shledal vinným z porušování lidských práv, z únosů a z podílu na zabití 25 lidí.
 V Kišiněvě proběhly násilné protesty proti výsledkům nedělních parlamentních voleb, demonstranti při nich vnikli do budovy parlamentu a prezidentského paláce. Opozice zatím vyjednala s vládnoucí komunistickou stranou přepočítání voleb.
9. dubna
 Český prezident Václav Klaus jmenoval stávajícího předsedu Českého statistického úřadu Jana Fischera premiérem a pověřil ho sestavením nové vlády.
11. dubna
 Thajský premiér Apchisit Vedžadžív vyhlásil výjimečný stav v letovisku Pattaya a odložil na neurčito summit Sdružení národů jihovýchodní Asie (ASEAN) poté, co protivládní demonstranti vtrhli do konferenčního komplexu.
12. dubna
 V Praze zemřel herec a nejstarší člen činohry Národního divadla Miroslav Doležal.
13. dubna
 Pritzkerovu cenu získal švýcarský architekt Peter Zumthor.
14. dubna
 Evropská komise rozhodla poslat Českou republiku před Evropský soudní dvůr, neboť správně neaplikovala evropskou směrnici o zabezpečení dodávek elektřiny.
 Demonstranti v Bangkoku ukončili téměř tři týdny trvající protest před sídlem thajské vlády. Stalo se tak den poté, co došlo k násilným střetům demonstrantů s thajskou armádou, při nichž byli dva lidé zabiti a 79 zraněno. Čtyři vůdci protestů se vzdali policii.
16. dubna
 Rusko zrušilo nařízení, podle něhož Čečensko podléhalo režimu protiteroristické obrany. Po 10 letech tak oficiálně skončila Druhá čečenská válka.
18. dubna
 Hlavní cenu Magnesia Litera – Kniha roku za rok 2008 získala Bohumila Grögerová za básnickou sbírku Rukopis.
19. dubna
 Zemřel britský spisovatel James Graham Ballard, jeden z legendárních autorů žánru sci-fi.
22. dubna
 Byl zahájen program Ministerstva životního prostředí Zelená úsporám, který poskytuje dotace na zateplení domů a výměnu kotlů za ekologičtější.
23. dubna
 Premiér v demisi Mirek Topolánek navštívil za předsednictví Evropské unie Izrael a Palestinskou autonomii.
24. dubna
 Vítězem ankety Ropák roku 2008 byl vyhlášen pražský primátor Pavel Bém. Zelenou perlu za antiekologický výrok získal poradce předsedy dopravní komise Plzeňského kraje Jaroslav Mencl.
 Bývalý šéf Ku-klux-klanu David Duke byl v Praze zatčen a obviněn z podpory a propagace hnutí směřujících k potlačení lidských práv, za což mu hrozí až tři roky vězení. Po výslechu byl propuštěn s tím, že pro uvalení vazby nebyl. Musí však opustit Českou republiku
25. dubna
 Bez výsledku ukončeny pátrací akce na záchranu českého horolezce Martina Minaříka, který zmizel při sestupu z Annapurny. Jeho šance na přežití jsou hodnoceny jako nulové.
 V Jihoafrické republice byly vyhlášeny oficiální výsledky parlamentních voleb, ve kterých zvítězil vládní Africký národní kongres, i když v Národním shromáždění ztratil těsně ústavní většinu.
 Světová zdravotnická organizace svolala mimořádné zasedání expertů kvůli nebezpečí tzv. prasečí chřipky, která se objevila v Mexiku a USA a zabila již 70 lidí z více než tisíce nakažených. Jde o virovou nákazu přenosnou mezi lidmi, podle WHO s pandemickým potenciálem.,
26. dubna
 Předčasné parlamentní volby na Islandu vyhrála sociální demokracie vedená dočasnou premiérkou Jóhannou Sigurðardóttir, když získala 29,8 % hlasů (20 mandátů v 63členném parlamentu). Druhá skončila pravicová Strana nezávislosti se ziskem 23,7 % (16 mandátů). Sociální demokracie začala jednat o vládě s levicovými zelenými (21,7 % a 14 mandátů).
27. dubna
 Světová zdravotnická organizace zvýšila stupeň varování před tzv. prasečí chřipkou z 3. na 4. šestibodové škály, čímž ho reklasifikovala na snadno přenosné mezi lidmi. Počet mrtvých v Mexiku se zvýšil na 149, počet nakažených přesáhl 2 000. Virus byl potvrzen u dvou lidí ve Skotsku a jednoho ve Španělsku, mezi země, kde je podezření na jeho výskyt, se zařadila i Česká republika se třemi potenciálními případy. České cestovní kanceláře začaly rušit odlety zájezdů do Mexika.
28. dubna
 Na 12. mezinárodním nápojovém veletrhu Víno & Destiláty 2009 na pražském Výstavišti se 28. dubna 2009 podařilo překonat rekord v počtu účastníků sabráže a počtu jimi otevřených láhví. Pokusu o rekord se účastnilo celkem 44 osob a celkový počet správně useknutých vršků láhví byl 76. Dosavadní rekord činil 35 zúčastněných osob a 30 správně useknutých láhví.
29. dubna
  Tzv. prasečí chřipka je už potvrzena ve dvanácti státech (Mexiko, USA, Kanada, Kostarika, Izrael, Spojené království, Španělsko, Německo, Rakousko, Nový Zéland, Peru a Švýcarsko). Prvním zemřelým mimo Mexiko se stalo 23měsíční dítě v Texasu. WHO zvýšila stupeň varování před touto nákazou ze 4. na 5. stupeň ze šesti možných.
30. dubna
 Při pokusu o atentát na nizozemskou královnu Beatrix najel útočník automobilem mezi občany přihlížející oslavám Dne královny. Těsně minul autobus s královnou a narazil do památníku. Zemřelo sedm lidí včetně útočníka (čtyři na místě, další tři v nemocnici) a další byli zraněni.